# Гусев, Владимир Николаевич (велогонщик)
Влади́мир Никола́евич Гу́сев (род. 4 июля 1982, Горький) — российский профессиональный шоссейный велогонщик. Воспитанник уфимского велоцентра «Агидель».

## Спортивные достижения
| 2003 - Чемпион России в индивидуальной гонке на время 2005 - Чемпион России в индивидуальной гонке на время 2006 - Тур Саксонии — генеральная классификация - Тур Германии — пролог и молодёжная классификация - Чемпионат Мира - индивидуальная гонка на время — 10-е место - групповая гонка — 10-е место 2007 - Чемпион России в индивидуальной гонке на время - Тур Швейцарии — этап 7 и горная классификация - Тур Бельгии — этап 3 и генеральная классификация - Чемпионат Мира, индивидуальная гонка на время — 6-е место | 2008 - Чемпион России в индивидуальной гонке на время - Чемпионат Мира, индивидуальная гонка на время — 11-е место 2010 - Чемпион России в индивидуальной гонке на время 2013 - Чемпионат России - групповая гонка — 2-е место - индивидуальная гонка на время — 2-е место 2014 - Чемпионат России, групповая гонка — 2-е место |

## Статистика выступлений наГранд Турах
| Grand Tour | 2004 | 2005 | 2006 | 2007 | 2008 | 2009 | 2010 | 2011 | 2012 | 2013 | 2014 |
| ---------- | ---- | ---- | ---- | ---- | ---- | ---- | ---- | ---- | ---- | ---- | ---- |
| Джиро      | -    | -    | -    | -    | 45   | -    | -    | -    | -    | 65   | 60   |
| Тур        | -    | -    | -    | 38   | -    | -    | -    | 23   | сход | -    | -    |
| Вуэльта    | 93   | -    | 23   | -    | -    | -    | 17   | -    | -    | 62   | -    |

## Отчисление из Астаны
26 июля 2008 года менеджер велокоманды Астана Йохан Брюнель сообщил об отчислении из состава Владимира Гусева из-за «ненормальных» уровней биохимических показателей в пробе крови, взятой в рамках внутрикомандных допинг-тестов:
Владимир Гусев официально уведомлен, что он больше не представляет команду «Астана». Результаты его анализов не указывают на использование запрещенных препаратов. Но превышают параметры, установленные для внутренних внесоревновательных проверок экспертом по антидопинговым программам доктором Расмусом Дамсгаардом, и не соответствуют подписанному гонщиками соглашению, не допускающему отклонений."

Подозрительные допинг-пробы были переданы в WADA. 5 августа того же года Федерация велосипедного спорта России по настоянию министра спорта Виталия Мутко исключила Гусева из состава Олимпийской сборной России для участия в пекинской Олимпиаде во избежание возможных допинговых скандалов.
В конце октября 2008 года Владимир Гусев подал иск в Арбитражный спортивный суд в Лозанне в отношении команды Астана и выиграл дело 18 июня 2009 года. Суд обязал казахстанскую команду выплатить всю сумму по контракту и компенсацию за моральный ущерб российскому велогонщику.